# Контиль
Конти́ль (фр. Conthil) — коммуна во французском департаменте Мозель региона Лотарингия. Относится к  кантону Шато-Сален.

## География
Контиль	расположен в 45 км к юго-востоку от Меца, в 51 км к северо-востоку от Нанси и 17 км к северо-востоку от Шато-Сален. Соседние коммуны: Ракранж на севере, Родальб на северо-востоке, Зарбелен на востоке, Лидрезен на юго-востоке, Сотзелен на юго-западе, Риш и Моранж на северо-западе.

## История
- Коммуна бывшего герцогства Лотарингия, относилась к судебному округу де Дьёз.

## Демография
По переписи 2007 года в коммуне проживало 176 человек.	

## Достопримечательности
- Церковь Сент-Алексис XVIII века.